# Gaas
Gaas é uma comuna francesa na região administrativa da Nova Aquitânia, no departamento Landes. Estende-se por uma área de 9,24 km². Em 2010 a comuna tinha 504 habitantes (densidade: 54,5 hab./km²).